# 全日本学生落語選手権・策伝大賞
全日本学生落語選手権・策伝大賞（ぜんにほんがくせいらくごせんしゅけん・さくでんたいしょう）とは、岐阜県岐阜市で行われている落語の全国大会である。策伝大賞の「策伝」は落語の祖・安楽庵策伝から。
岐阜市は安楽庵策伝の出身地であり、「岐阜市笑いと感動のまちづくり事業」の一環として「野球に甲子園があるように、落語に全国大会があっても良いじゃないか」という桂三枝（現・六代桂文枝）の提案により2004年から開催されている。
決勝大会では、全国の落語研究会に所属する学生によって頂点の「策伝大賞」を獲得するための落語が約1,500人の聴衆を前に披露される。予選会・決勝大会ともに観覧は無料。ただし決勝大会の観覧は事前申込みによる抽選制。予選会は開催時間中の好きな時間に行って好きな会場（部屋）で見ればよい。当日は会場の長良川国際会議場内を着物姿の出場者が多く行き交い、決勝進出者の大学名入りの幟が会場ロビーに飾られることで独特な雰囲気となる。
大学の落語研究会出身のプロの落語家である桂文枝（関西大学）と立川志の輔（明治大学）が毎年決勝審査員として参加している。策伝大賞の翌日には同じ会場で二人の落語会が行われ、大会参加者は申込により鑑賞可能である。
決勝大会はNHK岐阜放送局で毎年収録・放送されており、中部北陸ネット・全国ネットで放送されることもある。
第20回大会ではyoutubeで決勝大会の音声が配信され、第21回大会では配信ソフトにより予選と決勝の全出場者の高座映像と、策伝大賞に出場経験のある落語家による応援中継が同時配信された。
チラシやポスターのメイングラフィック・策伝上人のキャラクターデザインは、僧侶でもあるイラストレーターの中川学が携わっている。

## 出場資格・規定
- 大学および大学院、各省大学校、短期大学、専門学校（専修学校専門課程）[3]、高等専門学校に在籍する18歳以上（開催年度4月1日現在）の学生であること。在学年数・年齢の上限は問わない。在籍する学校に落語研究部が無い場合や、落語研究部に所属をせずに参加することも可能。通信制の在籍者も参加実績がある。18歳以上であっても社会人、高校生、各種学校などは不可[3]。

- アマチュア[4]であること。

- 策伝大賞を受賞した者は、受賞年度以降も学生として出場資格がある場合、再エントリーは可能だが決勝への再進出はできない（つまり、連覇はあり得ない）。特別賞などの場合は、翌年以降の決勝進出は可能。
- 事前ビデオ審査・予選と本選では原則同一の演目を演じる[5]。ただし、予選と本選では上演時間が異なる（予選は6分以内、決勝は8分程度）[6]。
- 極端に時間をオーバーした場合は減点対象となる。
- 差別的・わいせつな表現、特定の個人・団体の誹謗・中傷にあたる内容は不可。
- 落語の上演に関しては、着物の着用が義務付けられている。

## 大会形式
1日目の予選と2日目の決勝で行われる。開催日は原則２月の土曜日（予選）・日曜日（決勝）に設定されていたが、第21回大会は初めて設定が金曜日（予選）・土曜日（決勝）に変更となった。円滑な予選会運営のため、第11回から事前ビデオ審査が行われている。
会場は第1回から予選・決勝ともに長良川国際会議場で開催されていたが、第22回は岐阜市文化センター（予選）、岐阜市民会館（決勝）での開催となった。
- 予選：出場者を4会場[7]に分け、各会場で2名[8]の決勝進出者を審査員（プロ・アマチュアの落語家、地元落語会関連の有識者ほか）にて決定する。審査基準・詳細は非公開[9]。新型コロナウイルスの感染拡大防止のため、第18回は1月に非公開の映像審査のみで[10]、第19回・第20回は一般観客を入場させない形で行われた。
- 予選終了後審査が行われ、その日のうちに審査結果が発表、決勝進出者が決定する。決勝進出者発表は公開の場で行われるが、第18回～第20回は密集予防のため、決勝進出者の携帯電話に事務局から直接電話がかかってくる形に変更されていた。

- 決勝：予選を通過した8名[11]によって観衆の前にて落語を披露し、審査員によって策伝大賞など受賞者を決定する。策伝大賞については該当者なしの場合もあるとされる。

## 結果
| 回 （参加者数）                                       | 策伝大賞                                        | 審査員特別賞                                | 奨励賞・優秀賞・岐阜市長賞など                                                      |
| ----------------------------------------------------- | ----------------------------------------------- | ------------------------------------------- | ----------------------------------------------------------------------------------- |
| 第1回（2004年2月21～22日） （29大学76名）             | 愚歌等落生 （山城伸伍（琉球大学））             | 珍々亭伸二ュ （柴田史郎（筑波大学））       | 銀杏亭駒綱 （本田隆裕（大阪大学））                                                 |
| 第2回（2005年2月26～27日） （28大学92名）             | 爪田家風凛 （村田卓優（関西大学））             | 大阪亭打借 辻大介（大阪大学）               | 珍々亭伸二ュ （柴田史郎（筑波大学））                                               |
| 第3回（2006年2月18～19日） （36大学114名）            | 井の線亭ビリ馬 （国枝明弘（東京大学））         | 筑波亭酔兎 （矢作明子（筑波大学））         |                                                                                     |
| 第4回（2007年2月24～25日） （29大学123名）            | 浪漫亭不良雲 （島井謙太郎（関西大学））         | いだけ家大志 （成田芳（北海道大学））       |                                                                                     |
| 第5回（2008年3月1～2日） （37大学148名）              | 香車亭梅春 （羽鳥広平（筑波大学））             | 中央亭可愛 （須藤みなみ（中央大学））       |                                                                                     |
| 第6回（2009年2月21～22日） （37大学163名）            | 浪漫亭刃矢手 （清水啓記（関西大学））           | 駿河炎誌 （小田中裕士（明治大学））         |                                                                                     |
| 第7回（2010年2月27～28日） （44大学・大学院193名）    | 銀杏亭魚折 （青山知弘（大阪大学））             | 桜ん坊恋歌 （雨甲斐加奈子（慶應義塾大学）   | 我楽亭ハリト （ムズラックル ハリト（大阪大学大学院））                              |
| 第8回（2011年2月26～27日） （50大学・大学院228名）    | 三流亭今壱 （高木陽輔（岐阜大学））             | 浪漫亭芭圧 （沖守翔（関西大学））           | 決勝進出者6名                                                                       |
| 第9回（2012年2月27～28日） （51大学・大学院250名）    | 道楽亭海人 （中島慶一郎（京都大学））           | おもち家ぶりき （滝口彩香（青山学院大学）） | 銀杏亭駒潮 （長原耕太郎（大阪大学））                                               |
| 第10回（2013年2月23～24日） （55大学・大学院280名）   | 花の家なごみ （今井智子（関西大学））           | 頭下位亭黒麿 （栗林宜徳（東海大学）         | 回転寿し好き助 （入江晃弘（青山学院大学））                                         |
| 第11回（2014年2月22～23日） （51大学・大学院320名）   | 鵜飼家みるく （田中久留美（岐阜大学））         | 車家化狐。 （清水賢二郎（岡山大学））       | 浪漫亭鞍弓 （山田大詞（関西大学））                                                 |
| 第12回（2015年2月21～22日） （52大学・大学院288名）   | 銀杏亭福豆 （寿山安紀（大阪大学））             | 可愛家書ん坊 （鳥居杏平（南山大学））       | 外楼一拝 （竹内一希（日本大学））                                                   |
| 第13回（2016年2月27～28日） （45大学・大学院256名）   | 四笑亭笑ん太 （松山直樹（関西学院大学））       | 可愛家ばれる （宮本日奈美（神戸大学））     | 外楼一拝 （竹内一希（日本大学）） 古閑亭菊之門 （田中爽太（筑波大学大学院））       |
| 第14回（2017年2月25～26日） （45大学・大学院311名）   | 藤乃家海瑠来 （小幡七海（京都女子大学））       | 可愛家ばれる （宮本日奈美（神戸大学））     | 永福亭灰松 （日野公純（東京大学大学院）） 鵜飼家つきみ （林美希（岐阜大学大学院）） |
| 第15回（2018年2月17～18日） （51大学・大学院244名）   | 糖蜜庵ちまき （牧野玖美（日本大学））           | 風流亭甘鶏母 （大森菜々子（岡山大学））     | 大阪亭都灯 （杉山武郎（大阪大学））                                                 |
| 第16回（2019年2月16～17日） （51大学・大学院228名）   | 立命亭写楽斎 （高橋壱歩（立命館大学））         | 星葉亭二名 （土屋早紀子（多摩美術大学））   | 麗久舎よみ （堀江冬芽（筑波大学））                                                 |
| 第17回（2020年2月22～23日） （51大学・大学院220名）   | ぷりん亭芽りん （荒木めりん（神戸女学院大学）） | 二松亭桜二郎 （藤田想（二松学舎大学））     | 大阪亭都灯 （杉山武郎（大阪大学））                                                 |
| 第18回（2021年2月21日） （29大学・大学院79名）        | 金香亭三色 （谷口友晴(二松学舎大学））          | 境家一八四 （三井悠馬（慶応義塾大学））     | 立命亭鯛團 （芝田純平(立命館大学））                                                |
| 第19回（2022年2月19日～20日） （31大学・大学院129名） | 浪漫亭 凡 （福田真己（関西大学））              | 立命亭鯛團 （芝田純平（立命館大学））       | 六松亭箱庭 （西木彩乃（九州大学））                                                 |
| 第20回（2023年2月18日～19日） （48大学・大学院182名） | 境家ちがう （坂本誓（国際基督教大学））         | 境家一八四 （三井 悠馬（慶応義塾大学）      | 田町家樽聖如 （早瀬太亮（法政大学））                                               |
| 第21回（2024年2月16日～17日） （54大学・大学院236名） | 田町家樽聖如 （早瀬太亮（法政大学））           | 道楽亭ぱある （疋田真珠子（京都大学））     | 頑張亭たい杜 （遠藤匡（東北学院大学））                                             |
| 第22回（2024年2月14日～15日） （62大学・大学院308名） | 葵家竹生 （永野 泰地（京都大学））              | 葵家万羽 （梅原 志和（京都大学））          | 二松亭姫爆 （吉田 もえ（二松学舎大学））                                            |

## 大会出場後プロとなった者
決勝進出者で、のちに落語家に正式に入門した者。太字は策伝大賞受賞者。
| 回数 | 年   | 当時の芸名     | 大学           | 入門年 | 現在の芸名       | 師匠                 | 備考                              |
| ---- | ---- | -------------- | -------------- | ------ | ---------------- | -------------------- | --------------------------------- |
| 1    | 2004 | 愚歌等落生     | 琉球大学       | 2004   | 北山亭メンソーレ | 立川志の輔           | 2010年立川流脱退、現在フリー。    |
| 3    | 2006 | 井の線亭ビリ馬 | 東京大学       | 2007   | 春風亭昇吉       | 春風亭昇太           |                                   |
| 5    | 2008 | 中央亭可愛     | 中央大学       | 2010   | 林家つる子       | 林家正蔵（9代目）    |                                   |
| 5    | 2008 | でっ亭悠       | 藤女子大学     | 2016   | 林家きよ彦       | 林家彦いち           |                                   |
| 6    | 2009 | 駿河炎誌       | 明治大学       | 2011   | 立川がじら       | 立川志らく           |                                   |
| 6    | 2009 | 和朗亭飯雀     | 関西学院大学   | 2010   | 桂華紋           | 桂文華               |                                   |
| 6    | 2009 | ＹＯ！二浪     | 日本大学       | 2012   | 入船辰乃助       | 入船亭扇辰           |                                   |
| 8    | 2011 | 三流亭今壱     | 岐阜大学       | 2012   | 桂鷹治           | 桂文治（11代目）     |                                   |
| 8    | 2011 | 浪漫亭芭圧     | 関西大学       | 2012   | 桂小留           | 桂小枝               |                                   |
| 8    | 2011 | 黄金院梶川くん | 法政大学       | 2012   | 春風亭かけ橋     | 柳家三三             | 2018年春風亭柳橋に再入門。        |
| 8    | 2011 | 藤花亭梅殊     | 藤女子大学     | 2016   | 林家きよ彦       | 林家彦いち           | 5回出場時と芸名が異なる。         |
| 9    | 2012 | 味覚亭強次     | 駒澤大学       | 2014   | 柳家あお馬       | 柳家小せん（5代目）  |                                   |
| 11   | 2014 | 雛菊亭ちづる   | 桜美林大学     | 2018   | 鈴々舎美馬       | 鈴々舎馬風（10代目） |                                   |
| 12   | 2015 | 雛菊亭ちづる   | 桜美林大学     | 2018   | 鈴々舎美馬       | 鈴々舎馬風（10代目） |                                   |
| 13   | 2016 | 四笑亭笑ん太   | 関西学院大学   | 2018   | 桂源太           | 桂雀太               |                                   |
| 14   | 2017 | 橘亭カレーぱん | 東京経済大学   | 2018   | 桂小文吾         | 立川談幸             | 2020年桂文吾（6代目）門下に移籍。 |
| 14   | 2017 | 永福亭灰松     | 東京大学大学院 | 2019   | 古今亭菊正       | 古今亭菊太楼         |                                   |
| 14   | 2017 | 四笑亭笑音     | 関西学院大学   | 2019   | 桂天吾           | 桂南天               | ※2年連続決勝出場                  |
| 15   | 2018 | 酒乱苦雑派     | 法政大学       | 2018   | 柳亭春楽         | 柳亭楽輔             | 2024年2月廃業。                   |
| 17   | 2020 | 櫻鶯亭天蝶     | 関西学院大学   | 2020   | 笑福亭喬路       | 笑福亭松喬(7代目)    |                                   |
| 17   | 2020 | ぷりん亭芽りん | 神戸女学院大学 | 2021   | 桂文りん         | 桂文枝（6代目）      |                                   |
| 18   | 2021 | 金香亭三色     | 二松学舎大学   | 2022   | 柳家小じか       | 柳家小せん（5代目）  |                                   |

## 運営
主催
- 岐阜市
- 岐阜市笑いと感動のまちづくり実行委員会
- NHK岐阜放送局

共催
- 安楽庵策伝顕彰会
- トリニティぎふ（長良川国際会議場指定管理者）

後援
- 文化庁
- 社団法人落語協会
- 社団法人落語芸術協会
- 社団法人上方落語協会
- 日本笑い学会
- 岐阜県、岐阜県教育委員会、岐阜市教育委員会、社団法人岐阜青年会議所
- 朝日新聞社、岐阜新聞社、中日新聞社、日本経済新聞社、毎日新聞社、読売新聞社

事務局
岐阜市笑いと感動のまちづくり実行委員会事務局（岐阜市商工観光部観光コンベンション課内）
- 住所：〒500-8720 岐阜県岐阜市神田町1-11